# Операция „Корнфлейкс“
Операция „Корнфлейкс“ е морална операция на Службата за стратегически услуги (ССУ) по време на Втората световна война, която има за цел да подмами Германските пощи (Deutsche Reichspost) неволно да доставят антинацистка пропаганда на германските граждани по пощата.
Операцията включва специални самолети, които са инструктирани да хвърлят въздушни торби с фалшива, но правилно адресирана поща в близост до бомбардирани пощенски влакове. Идеята е при възстановяване на пощата по време на почистването на останките пощенските служби да объркат фалшивата с истинската поща и да я доставят до различните адреси.

## История
ССУ е сформирана от отдела на Службата за чуждестранна информация (СЧИ) и Службата на координатора на информацията (СКИ), подразделение, което президентът Рузвелт въвежда с Изпълнителна заповед 9128. Останалата част от СКИ е преименувана на Служба на стратегически услуги. Новосформираната ССУ е под юрисдикцията на Обединените началник-щабове, което дава на ССУ възможността и статута на военен клон. Основната цел на операцията е да повлияе на морала на германския народ чрез използване на широкомащабна операция за психологическа война (PSYOP), която британските MI6 въвеждат в експлоатация с помощта на Кралските военновъздушни сили (RAF). Използвайки същия модел на мисия като предишна операция на ССУ в Унгария, ССУ изработва своята по-сложна операция „Корнфлейкс“. Разпространението на пропаганда в писма и разпространяването им от германската пощенска система се смята за идеален метод за достигане до германското население и подкопаване на подкрепата за Адолф Хитлер.
Операцията „Корнфлейкс“ започва със служители на ССУ, събиращи всички германски военнопленници, които са имали опит с немската пощенска служба или Райхспост. Тези военнопленници получават по-добра храна в замяна на информация за събиране, сортиране, маркиране и доставка на пощата. ССУ не прониква директно в Германия, тъй като смятат, че е необходимо да насочат усилията си към освобождението на Франция през 1944 г. Информацията идва от близки постове в неутрални страни, които доставят информация на ССУ. С тази информация ССУ и германските изгнаници претърсавт телефонните указатели и изтеглят над два милиона произволно избрани имена, регистрирани в Райха, за да изпратят фалшиви писма. Отдел на ССУ в Рим твърди, че е фалшифицирал над 15 000 плика на седмица. Писмата съдържат писания за семейни събития и клюки за несъществуващи хора, като идеята е, че домашната поща не е цензурирана за разлика от бизнес пощата.
С надеждата да разклати още повече морала на германския народ, ССУ издава марка с лика на Хитлер, но с малки модификации, включващи наслагването на череп върху лицето на фюрера, както и подменянето на надписа в долната част от „Deutsches Reich“ (Германска империя) на „Futsches Reich“ (Провалена империя). Писмата са събирани в чанти на Райхспост, които ССУ фалшифицира. След това чантите са заредени на борда на бомби, специално проектирани да разположат чантите близо до разрушен влак, за предпочитане такъв, превозващ поща, и да пуснат фалшификатите сред оригиналите с надеждата, че ще бъдат пуснати в обръщение с останалата поща. Цялото предварително планиране обаче е почти напразно, защото през август 1944 г. Райхспост промня своите машини за франкиране на вътрешната поща, което направи хилядите писма, написани преди това, невалидни.
ССУ получава копие от дизайна на франка и отново се заема с изготвянето на нови писма и подривни материали. До септември следващият удар по операцията на ССУ е събраната разузнавателна информация, че няма да бъде доставена вътрешна поща поради вътрешна борба за власт по време на войната в Германия. Листовки на Das Neue Deutschland, съдържащи материал, че официалният вестник няма да бъде издаден, са вместени в някои от изходящите писма, за да бъдат спуснати от 15-и Военновъздушни сили. 15-ти отряд на военновъздушните сили са натоварени с унищожаването на пощенския влак и поставянето на пощенските чували с пропаганда (корнфлейкс) сред отломките. Първата мисия на операция „Корнфлейкс“ се провежда на 5 януари 1945 г., когато е бомбардиран пощенски влак за Линц. След това на мястото на катастрофата са пуснати чанти, съдържащи общо около 3800 пропагандни писма, които впоследствие са взети и доставени на германците от пощенската служба. В рамките на 1944 – 45 г. са завършени двадесет мисии, като се отчита успеваемост от 50%, оставяйки 15-и военновъздушни сили с над 320 доставени пощенски чанти с пропаганда.

## Фалшиви пощенски марки
Британците са първите, които фалшифицират марките с на главата на Хитлер в стойности от 3, 4, 6 и 8 пфенига от 1941 г. до края на войната. Тези мари са с по-добро качество в сравнение с опита на американците за фалшификация, защото британците използват реални съоръжения за производство на марки, докато американците нямат достъп до качествени съставки като хартия, мастило или гравьори. Американските фалшификати съсредоточават голяма част от усилията си върху марката от 12 пфенига, която е с главата на Хитлер и открития череп.